# Echo serca płodu
Echo serca płodu jest rodzajem badania echokardiograficznego wykonywanego kobietom ciężarnym. Badanie obejmuje ocenę anatomii klatki piersiowej i serca płodu oraz jego funkcjonowania. 
Podczas tego badania można zdiagnozować nieprawidłowości budowy (wady serca) oraz zaburzenia rytmu i funkcji serca. Informacje uzyskane w czasie badania płodu mogą być pomocne przy podejmowaniu decyzji o dalszym przebiegu ciąży oraz miejscu i czasie porodu. Dzieci z rozpoznanymi wadami serca powinny się rodzić w wysokospecjalistycznych ośrodkach posiadających odpowiednie doświadczenie i warunki do opieki. 
Badania tego nie wykonuje się rutynowo u wszystkich kobiet, a jedynie u pacjentek posiadających odpowiednie wskazania takie jak:
1. Posiadanie dziecka z wadą serca
2. Występowanie u członków rodziny wady serca
3. Przyjmowanie w ciąży leków, które potencjalnie mogą powodować wady serca u płodu, np.: leki przeciwdepresyjne lub leki przeciwpadaczkowe.
4. Rozpoznanie u przyszłej mamy autoimmunologicznej choroby układowej np.: tocznia układowego lub zespołu antyfosfolipidowego
5. Rozpoznanie u kobiety cukrzycy
6. W przypadku jednokosmówkowej ciąży bliźniaczej
7. W przypadku stwierdzenia nieprawidłowości w badaniu USG między 11-13 tygodniem ciąży takich jak zwiększona przezierność karkowa, nieprawidłowy przepływ przez przewód żylny lub zastawkę trójdzielną płodu.

Badanie echa serca płodu trwa około 15 do 20 minut i powinno zostać wykonane na aparacie wysokiej klasy posiadającym odpowiednie oprogramowanie do oceny struktury oraz czynności serca (badania Dopplera).